# Martin Clemens
Martin Clemens (* 19. März 1939 in Herrnhut) ist ein sächsischer Politiker (CDU) und ehemaliger Abgeordneter des Sächsischen Landtags.

## Ausbildung und Beruf
Martin Clemens besuchte die Oberschule in Neugersdorf und studierte nach dem Abitur Tagebaukunde an der Bergakademie Freiberg. Das Studium schloss er 1963 als Dipl.-Ing. Bergbau-Tagebau ab. 1966 folgte der Abschluss eines ökonomischen Zusatzstudiums an der Bergakademie. 1963 bis 1965 arbeitete er als wissenschaftlicher Mitarbeiter am Brennstoffinstitut Freiberg und 1966 bis 1967 als Tagebautechnologe im Braunkohlenwerk Oberlausitz in Hagenwerder. Von 1968 bis 1989 war er stellvertretender Produktionsdirektor im Braunkohlenwerk Oberlausitz.
Martin Clemens gehört der evangelischen Brüder-Unität an, ist verheiratet und hat vier Kinder.

## Politik
Martin Clemens trat 1950 den Jungen Pionieren bei, 1954 der FDJ und der GST, 1957 dem FDGB und 1967 der DSF. Er wurde 1957 Mitglied der Ost-CDU und war von 1966 bis 1990 Mitglied im CDU-Ortsgruppenvorstand Herrnhut. Darüber hinaus hatte er nach eigenen Angaben bis März 1990 keine Parteifunktion inne.
Nach der Wende war er im März 1990 Gründungsmitglied der Wirtschaftsvereinigung der CDU Sachsen. Bei den ersten freien Volkskammerwahl 1990 im März 1990 wurde er in die Volkskammer gewählt. In der Volkskammer war er Vorsitzender des Ausschusses für Wirtschaftliche Zusammenarbeit. Bei den Landtagswahlen in Sachsen im Oktober 1990 wurde er für den Wahlkreis 30 (Görlitz, Land II – Zittau II – Löbau III) mit 61,0 % der Stimmen in den Landtag gewählt. Im Landtag war Martin Clemens stellvertretender Vorsitzender des Haushalts- und Finanzausschusses, Mitglied des Petitionsausschusses und energiepolitischer Sprecher der CDU-Landtagsfraktion. Nach einer Wahlperiode schied er 1994 aus dem Landesparlament aus.

## Sonstige Ämter
Martin Clemens ist gewerkschaftlich engagiert und war 1972 bis 1989 BGL-Mitglied. 1975 bis 1990 war er Mitglied der Grubenwehr im Braunkohlewerk Oberlausitz und dort seit 1976 Oberführer. Weiterhin ist er kirchlich aktiv: 1968 bis 1980 war er Mitglied im Ältestenrat der Herrnhuter Brüdergemeine, 1980 Abgeordneter in der Synode des Distrikts Herrnhut der Europäisch-Festländischen Provinz der Brüderunität und ab 1981 Vorsitzender der Synode im Distrikt Herrnhut und stellvertretender Vorsitzender des Finanzausschusses der Synode.

## Weblink
- Biografie von Martin Clemens. In: Wilhelm H. Schröder: Die Abgeordneten der 10. Volkskammer der DDR (Volkparl)

| Personendaten    | Personendaten                       |
| ---------------- | ----------------------------------- |
| NAME             | Clemens, Martin                     |
| KURZBESCHREIBUNG | deutscher Politiker (CDU), MdV, MdL |
| GEBURTSDATUM     | 19. März 1939                       |
| GEBURTSORT       | Herrnhut                            |